# 치난텍사슴쥐
치난텍사슴쥐(Habromys chinanteco)는 비단털쥐과에 속하는 설치류의 일종이다. 멕시코에서만 발견된다.